# Farrukh Siyar
Farrukh Siyar (in urdu فرخ سیر‎?; Aurangabad, 20 agosto 1685 – Delhi, 19 aprile 1719) è stato Gran Mogol dal 1713 al 1719, dopo aver spodestato suo zio Jahāndār Shāh.
Celebre per la sua avvenenza, si rivelò un monarca poco avveduto e saggio. Sotto il suo regno furono due gli eventi degni di nota: la campagna contro i seguaci della fede Sikh e la concessione di ulteriori privilegi commerciali alla Compagnia Inglese delle Indie Orientali. Entrambe queste scelte politiche si rivelarono fondamentali nel determinare il successivo declino dell'Impero Moghul.

## Campagna contro i Sikh
Quando ascese al trono, i seguaci Sikh avevano da lungo intrapreso una lotta di opposizione contro il predominio Moghul nel Punjab, sotto la guida del celebre condottiero e guerriero Sikh Banda Singh Bahādur. Le imprese di quest'ultimo, e soprattutto i suoi successi, avevano seminato il terrore fra i soldati dell'impero e demoralizzato gli alti vertici dell'esercito.
Con lo scopo di ridare vigore ai suoi soldati, Farrukh Siyar nominò un nuovo comandante, ʿAbd al-Ṣamad Khān, governatore del Kashmir, con lo scopo di avviare una campagna contro i Sikh e il loro leader, in stretta collaborazione con il governatore di Lahore, Amīn Khān. La campagna ebbe un discreto successo e costrinse Banda Bahādur a ritirarsi nei pressi del territorio dell'odierna regione indiana di Jammu e Kashmir, che divenne il nuovo quartier generale dei Sikh. Non contento dei risultati ottenuti dal nuovo comandante, Farrukh Siyar lo depose eleggendo nuovo comandante il figlio di costui, un giovane e ambizioso guerriero di nome Zakariyyā Khān. Costui lanciò una nuova offensiva contro Banda Bahādur che si concluse con un'aspra battaglia nei pressi di Kalanaur, nel distretto di Gurdaspur.